# لو مارك
لو مارك (بالإنجليزية: Lou Mark)‏ هو لاعب كرة قدم أمريكية أمريكي، ولد في 21 ديسمبر 1914 في نيويورك في الولايات المتحدة، وتوفي في 24 أكتوبر 1961.